# دکا رکوردز
دکا رکوردز (انگلیسی: Decca Records) نام یک ناشر موسیقی بریتانیایی مشهور است که در سال ۱۹۲۹ میلادی توسط «ادوارد لوئیس» بنیان نهاده شد. شعبهٔ آمریکایی این شرکتِ تولید و نشر موسیقی، در سال ۱۹۳۴ میلادی، توسط «ادوارد لوئیس»، «جک کاپ» و «میلتن رَکمیل» پایه‌گذاری شد.
در سال ۱۹۳۷ میلادی، با استیلای آلمان نازی و احتمال بروز جنگ جهانی، «ادوارد لوئیس» امتیازِ شعبهٔ بریتانیایی دِکا را فروخت و بدین ترتیب، ارتباط دکای بریتانیا و دکای آمریکا به‌مدتِ چندین دهه، قطع شد.
دکای بریتانیا به سبب ابداعِ روش‌های گوناگون ضبط موسیقی شهرت داشت؛ حال آنکه دکای آمریکا، روش ضبطِ «موسیقی صحنه» را ایجاد نمود. شعبهٔ آمریکایی در سال ۱۹۶۲ جزئی از ام‌سی‌ای کورپوریشن شد.
هر دو شعبهٔ دکا، امروزه بخشی از «یونیورسال میوزیک گروپ» هستند که تحتِ مالکیتِ شرکتِ ادغام‌شدهٔ فرانسوی و چندملیتیِ «ویوندی» بوده و دفتر مرکزی‌اش در پاریس واقع است.

#### کتاب‌ها
- Barfe, Louis (2004). Where Have All the Good Times Gone? – The Rise and Fall of the Record Industry. London: Atlantic Books. ISBN 978-1-84-354065-6.
- Broven, John (11 August 2011). Record Makers and Breakers: Voices of the Independent Rock 'n' Roll Pioneers. University of Illinois Press. ISBN 978-0-252-09401-9.
- Cooper, David (2017). "Pictures That Talk and Sing".  In Cooke, Mervyn; Ford, Fiona (eds.). The Cambridge Companion to Film Music. Cambridge: Cambridge University Press. ISBN 978-1-31-614678-1.
- Culshaw, John (1967). Ring Resounding. London: Secker & Warburg. ISBN 0-436-11800-9.
- Culshaw, John (1981). Putting the Record Straight. London: Secker & Warburg. ISBN 0-436-11802-5.
- Dearling, Robert; Dearling, Celia (1984). The Guinness Book of Recorded Sound. Enfield: Guinness Books. ISBN 978-0-85-112274-8.
- Kallen, Stuart (2011). The Beatles. Farmington Hills: Kid Haven Press. ISBN 978-0-73-775868-9.
- Larkin, Colin (1997). The Virgin Encyclopedia of Seventies Music. London: Virgin. ISBN 978-0-75-350154-2.
- Larkin, Colin (2002). The Virgin Encyclopedia of Sixties Music. London: Virgin. ISBN 978-1-85-227933-2.
- Matthews, David (2003). Britten. London: Haus Publishing. ISBN 978-1-9043-4121-5.
- Pettitt, Stephen (1985). Philharmonia Orchestra: A Record of Achievement 1945–1985. London: Robert Hale. ISBN 978-0-7090-2371-5.

#### اینترنت
- Stuart, Philip (July 2009). "Decca Classical, 1929–2009" (PDF). CHARM. AHRC Research Centre for the History and Analysis of Recorded Music, King's College, London. Archived from the original (PDF) on 23 September 2024.